# Žlunice
Žlunice jsou obec v okrese Jičín v Královéhradeckém kraji. Žije v ní 245 obyvatel.

## Historie
První písemná zmínka o obci pochází z roku 1297.

## Obyvatelstvo
| Rok            | 1869 | 1880 | 1890 | 1900 | 1910 | 1921 | 1930 | 1950 | 1961 | 1970 | 1980 | 1991 | 2001 | 2011 | 2021 |
| -------------- | ---- | ---- | ---- | ---- | ---- | ---- | ---- | ---- | ---- | ---- | ---- | ---- | ---- | ---- | ---- |
| Počet obyvatel | 464  | 525  | 584  | 536  | 581  | 539  | 541  | 403  | 368  | 328  | 318  | 291  | 275  | 238  | 228  |
| Počet domů     | 65   | 72   | 94   | 77   | 99   | 100  | 121  | 125  | 113  | 114  | 105  | 130  | 122  | 119  | 121  |

## Obecní správa
V letech 1960–1990 k obci patřily Kozojedy, Sekeřice a Slavhostice.

### Obecní symboly
Znak a vlajka byly obci uděleny rozhodnutím předsedkyně Poslanecké sněmovny Parlamentu České republiky dne 12. dubna 2013.

## Pamětihodnosti
- Kostel svatého Petra a Pavla
- Socha svatého Jana Nepomuckého
- Sousoší Piety pod farou
- Rodný dům Václava Špály

## Osobnosti
- Rytíř a šlechtic Karel Častovec Myška ze Žlunic,[8] jehož dcera se později stala první manželkou Václava Eusebiuse Popela z Lobkovic.
- Jan Jindřich Myška ze Žlunic. Když dne 31. července 1627 Ferdinand II. Štýrský svým rekatolizačním mandátem nařídil, že nekatoličtí stavové musí opustit zemi nebo konvertovat ke katolictví, ze země se v tomto roce vystěhovalo 185 šlechtických rodin. Exulanty přijímalo už od roku 1622 saské kurfiřtství. Exulant Jan Jindřich Myška žil v roce 1629 v Pirně a v roce 1637 v Drážďanech.[9] V letech 1640 a 1641 byl dvakrát v Praze zatčen a uvězněn, když si vyřizoval majetkové pohledávky. Propuštěn byl až na přímluvu kurfiřta a musel slíbit, že už do Čech nepůjde. Svou závěť sepsal v Drážďanech 20. dubna 1651 a dne 18. června 1651 byla jeho poslední vůle zveřejněna.[10][11]
- Václav Špála (1885–1946), malíř